# 下切町 (各務原市)
下切町（しもぎりちょう）は、岐阜県各務原市の地名。現行行政町名は下切町及び下切町一丁目から下切町九丁目。

## 地理
各務原市の稲羽地区の東部（旧・前宮村）に属する。木曽川を挟んで愛知県に接する。
町域の東部は前渡西町、西部は松本町、山脇町、南部は前渡西町及び愛知県江南市、北部は前渡西町及び那加官有地無番地（岐阜基地）である。
地名はかつての各務郡下切村に因む。下切は前度村の下に切り開かれた村であることからという。
下切町三丁目、四丁目、五丁目は岐阜かかみがはら航空宇宙博物館及びその駐車場、下切町六丁目は岐阜県グリーンスタジアム、各務原市ホッケー場となっており、人口は0人である。
道路
- 県道95号芋島鵜沼線（木曽川街道）
- 稲羽本通り

## 歴史
この地域は江戸時代は美濃国各務郡下切村。1899年 (明治22年)に山脇村と合併し若宮村発足。若宮村大字下切となる。1897年（明治30年）に若宮村は前渡村と合併し前宮村が発足し、前宮村大字若宮の一部となる。
1955年（昭和30年）に稲葉郡更木村、前宮村、羽島郡中屋村が合併、稲羽町が発足すると、大字若宮のうち下切が稲羽町下切町となる。1963年（昭和38年）、蘇原町、鵜沼町、鵜沼町、稲羽町が合併し各務原市が発足すると、各務原市下切町となる。
1976年（昭和51年）9月25日、下切町が区画整理され、下切町一丁目から下切町九丁目が成立。

## 世帯数と人口
2024年（令和6年）10月1日現在の世帯数と人口は以下の通りである。尚、下切町二丁目と七丁目は統計上合わせた世帯数。人口を記載する。また、前述のとおり、三丁目、四丁目、五丁目、六丁目の住民は0人である。
| 丁目                     | 世帯数  | 人口  |
| ------------------------ | ------- | ----- |
| 下切町                   | 118世帯 | 297人 |
| 下切町一丁目             | 13世帯  | 31人  |
| 下切町二・七丁目         | 5世帯   | 16人  |
| 下切町三・四・五・六丁目 | 0世帯   | 0人   |
| 下切町八丁目             | 14世帯  | 35人  |
| 下切町九丁目             | 65世帯  | 167人 |
| 計                       | 215世帯 | 546人 |

## 小・中学校の学区
市立小・中学校に通う場合、学区は以下の通りとなる。
| 番・番地等 | 小学校                 | 中学校               |
| ---------- | ---------------------- | -------------------- |
| 全域       | 各務原市立稲羽東小学校 | 各務原市立稲羽中学校 |

## 主な施設
- 岐阜かかみがはら航空宇宙博物館
- 岐阜県グリーンスタジアム・各務原市ホッケー場
- 宝林寺
- 若宮神社 - 山脇町の神社。境内の一部は下切町。
- 津島神社（通称：祇園神社）
- 各務原第2工業団地
  - 東亜道路工業木曽川アスコン
  - 東海精機各務原工場
  - 樋口製作所前渡工場

## 交通
- 各務原市ふれあいバス稲羽線、川島線